# Джамалгандж (упазіла)
Джамалга́ндж (бенг. জামালগঞ্জ, англ. Jamalganj) — одна з 10 упазіл зіли Сунамгандж регіону Сілхет Бангладеш, розташована на центральному заході зіли.
Населення — 138 985 осіб (2008; 107 771 в 1991).

## Адміністративний поділ
До складу упазіли входять 5 вардів:
| Зіла        | Площа, км² | Населення, осіб (2008) |
| ----------- | ---------- | ---------------------- |
| Бехелі      | -          | 19205                  |
| Бхімкхалі   | -          | 27350                  |
| Джамалгандж | -          | 41404                  |
| Сачна-Базар | -          | 20046                  |
| Фенарбак    | -          | 30980                  |